# 波特冰川
78°23′S 162°12′E / 78.383°S 162.200°E
波特冰川是南極洲的冰川，位於維多利亞地的斯科特海岸，屬於皇家學會嶺的一部分，長22公里，最終注入斯凱爾頓冰川，美國地質調查局根據測量和該國海軍的空中照片繪入地圖。